# Hans Sloane
Sir Hans Sloane (ur. 16 kwietnia 1660 w Killyleagh, zm. 11 stycznia 1753 w Chelsea w Londynie) – brytyjski lekarz z Ulsteru.
Od wczesnej młodości kolekcjonował rośliny, minerały i różne osobliwości przyrodnicze. Studiował przez cztery lata medycynę w Londynie, kierując jednak swe zainteresowania głównie w stronę botaniki i farmacji. Później wyruszył do Francji, gdzie spędził pewien czas na uniwersytetach w Paryżu i Montpellier, by ostatecznie uzyskać stopień doktora nauk medycznych w uniwersytecie w Orange. Przywiózł ze sobą do Londynu znaczącą kolekcję roślin, którą wykorzystał John Ray w swej Historia Plantarum.
Po powrocie do Anglii został wkrótce wybrany do Royal Society. W roku 1687 został członkiem College of Physicians i wyruszył na Jamajkę z księciem Albemarle.
Odkrył tam właściwości czekolady. Uchodzi dziś za właściwego jej odkrywcę. Dzięki niemu czekolada zaczęła być sprzedawana w aptekach londyńskich jako lekarstwo.
W 1741 Sloane przeszedł na emeryturę, poświęcając się rozwijaniu swej kolekcji "osobliwości". Po jego śmierci kolekcja stanowiła bazę zbiorów British Museum powstałego w 1753.